# Campionato kazako di scacchi
Il campionato kazako di scacchi si gioca in Kazakistan dal 1934 per determinare il campione nazionale di scacchi. 
Fino al 1991, quando il Kazakistan faceva parte dell'Unione Sovietica, si svolgeva il campionato di scacchi della Repubblica Socialista Sovietica Kazaka. A causa della seconda guerra mondiale, dal 1941 al 1946 il campionato non venne disputato. 
Dal 1992, con l'indipendenza del Kazakistan, si svolge come campionato nazionale.

## Albo dei vincitori

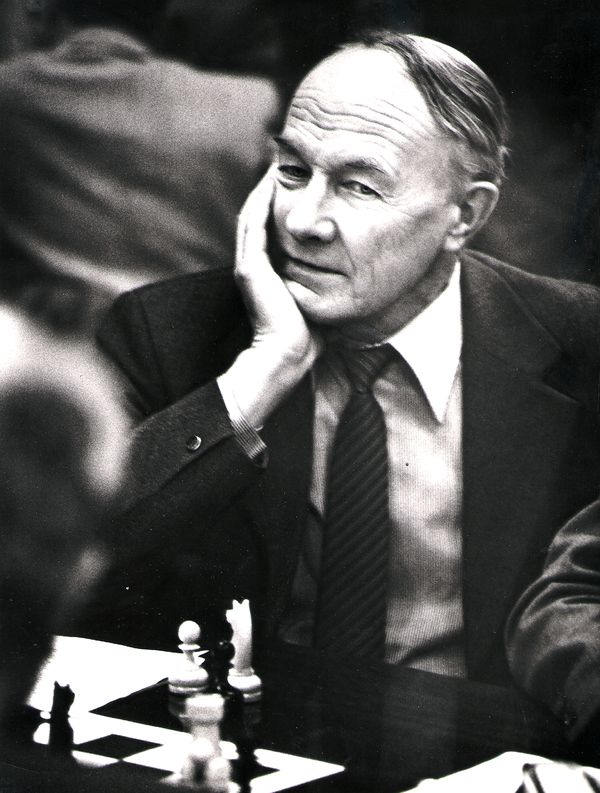
Anatolij Ufimtsev, 11 volte vincitore del campionato kazako.

| Anno | Vincitore/i                      | Campionessa femminile |
| ---- | -------------------------------- | --------------------- |
| 1934 | Isidor Lopatnikov [2]            |                       |
| 1935 | Sergej Frejman [3]               |                       |
| 1937 | Aleksey Shapovalov               |                       |
| 1938 | Shamshidov Murzagaliev           |                       |
| 1939 | Shamshidov Murzagaliev           |                       |
| 1940 | Shamshidov Murzagaliev           |                       |
| 1947 | Anatolij Ufimtsev                |                       |
| 1948 | Anatolij Ufimtsev                |                       |
| 1949 | Anatolij Ufimtsev [4]            |                       |
| 1950 | Anatolij Ufimtsev [5]            |                       |
| 1951 | Anatolij Ufimtsev                |                       |
| 1952 | Anatolij Ufimtsev                |                       |
| 1953 | Anatolij Ufimtsev                |                       |
| 1954 | Anatolij Ufimtsev, K. Kurkleitis |                       |
| 1955 | Anatolij Ufimtsev                |                       |
| 1956 | Yurij Yakovlev                   |                       |
| 1957 | Anatolij Ufimtsev [6]            |                       |
| 1958 | Boris Katalimov, Isay Goliak     |                       |
| 1959 | Vladimir Muratov                 |                       |
| 1960 | Boris Katalymov                  |                       |
| 1961 | Boris Katalymov                  |                       |
| 1962 | Gennady Movshovich               |                       |
| 1963 | Valentin Konstantinov            |                       |
| 1964 | Alexander Noskov                 |                       |
| 1965 | Valentin Konstantinov            |                       |
| 1966 | Vladimir Seredenko [7]           |                       |
| 1967 | Alexander Noskov                 |                       |
| 1968 | Yuri Nikitin                     |                       |
| 1969 | Yuri Nikitin                     |                       |
| 1970 | Anatolij Ufimtsev                |                       |
| 1971 | Vladimir Muratov                 |                       |
| 1972 | Mikhail Mukhin                   |                       |
| 1973 | Vladimir Liavdansky [8]          |                       |
| 1974 | Boris Katalymov                  |                       |
| 1976 | Boris Katalymov                  |                       |
| 1977 | Boris Katalymov, V. Seredenko    |                       |
| 1978 | Oleg Dzuban                      |                       |
| 1980 | Boris Katalymov                  |                       |
| 1981 | Oleg Dzuban                      |                       |
| 1982 | Oleg Dzuban, Bolat Asanov        |                       |
| 1983 | Oleg Dzuban                      |                       |
| 1984 | Nukhim Rashkovsky                |                       |
| 1985 | Serikbay Temirbayev              |                       |
| 1986 | Serikbay Temirbayev              |                       |
| 1987 | Yevgeniy Vladimirov              |                       |
| 1988 | Yevgeniy Vladimirov              |                       |
| 1989 | Vladimir Seredenko               |                       |
| 1990 | Oleg Dzuban                      |                       |
| 1991 | Vladislav Tkachiev               |                       |
| 1992 | Vladislav Tkachiev               |                       |
| 1993 | Serikbay Temirbayev              |                       |
| 1994 | Pavel Kotsur                     |                       |
| 1995 | Serikbay Temirbayev              |                       |
| 1996 | Serikbay Temirbayev              |                       |
| 1997 | Pavel Kotsur                     |                       |
| 1998 | Petr Kostenko                    |                       |
| 2000 | Petr Kostenko                    |                       |
| 2001 | Darmen Sadvakasov                |                       |
| 2002 | Petr Kostenko                    |                       |
| 2003 | Darmen Sadvakasov                |                       |
| 2004 | Darmen Sadvakasov                |                       |
| 2005 | Ospan Omarov                     |                       |
| 2006 | Darmen Sadvakasov                |                       |
| 2007 | Darmen Sadvakasov                |                       |
| 2008 | Anuar Ismagambetov               |                       |
| 2009 | Yevgeniy Pak                     |                       |
| 2010 | Kirill Kuderinov                 |                       |
| 2011 | Pavel Kotsur                     |                       |
| 2012 | Anuar Ismagambetov               |                       |
| 2013 | Kirill Kuderinov                 |                       |
| 2014 | Rinat Jumabayev                  | Guliskhan Nakhbayeva  |
| 2015 | Murtas Kazhgaleyev               |                       |
| 2016 | Petr Kostenko                    | Zhansaya Abdumalik    |
| 2017 | Rinat Jumabayev                  | Guliskhan Nakhbayeva  |
| 2018 | Murtas Kazhgaleyev               |                       |
| 2019 | Nurlan Ibrayev                   |                       |
| 2020 | Murtas Kazhgaleyev               | Zhansaya Abdumalik    |
| 2021 | Denis Makhnev                    |                       |
| 2022 | Ramazan Zhalmakhanov             | Mervert Kamalidenova  |
| 2023 | Aldiyar Ansat                    | Xeniya Balabayeva     |
| 2024 | Denis Makhnev                    |                       |